# 丰泰斯
丰泰斯（法語：Fontès，法語發音：[fɔ̃tɛs]）是法国埃罗省的一个市镇，属于贝济耶区。

## 地理
丰泰斯（43°32'23"N, 3°22'45"E）面积17.7 平方千米，位于法国奧克西塔尼大區埃罗省，该省份为法国南部沿海省份，南濒地中海，西南接奥德省，西北接塔恩省和阿韦龙省，东北与加尔省接壤。
与丰泰斯接壤的市镇（或旧市镇、城区）包括：阿迪桑、阿斯皮朗、卡布里耶尔、科镇、内菲耶斯、尼扎斯、佩雷。

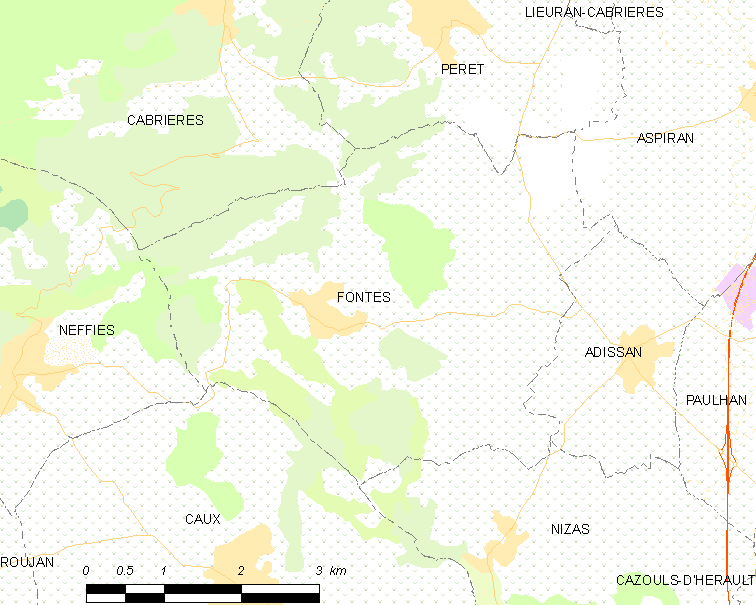
丰泰斯的OSM定位图

丰泰斯的时区为UTC+01:00、UTC+02:00（夏令时）。

## 行政
丰泰斯的邮政编码为34320，INSEE市镇编码为34103。

## 政治
丰泰斯所属的省级选区为梅兹县。

## 人口

1962-2008年间丰泰斯人口变化图示

丰泰斯于2022年1月1日时的人口数量为1059人。